# 羽山淳一
羽山 淳一（はやま じゅんいち、1965年12月19日 - ）は、日本の男性アニメーター、キャラクターデザイナー。長野県出身。妻は漫画家の上野あつこ。アニメーターの羽山賢二は実弟。

## 人物
高校卒業後、1984年にムッシュ・オニオン・プロダクションに入社。1984年に『Gu-Guガンモ』で動画デビュー、『はーいステップジュン』で初原画、1990年のOVA『ビー・バップ・ハイスクール』で初のキャラクターデザイン。主に東映動画（現・東映アニメーション）の仕事を中心に参加。1987年、初の作画監督の『北斗の拳2』の第6話「天帝怒る! ファルコ、北斗を地上より根絶やしにせよ!!」の仕事で注目され、同作のキャラクターデザイナーの須田正己の愛弟子と目される。
タイピングソフト『北斗の拳』シリーズの版権イラストも描いている。
1990年にムッシュ・オニオン・プロダクションを退社して、以後はフリーで活動を行っている。
近年は、懇意の演出家である山内重保の誘いで参加した「今日、恋をはじめます」を筆頭に、多様な傾向の作品を手がける機会が増えている。

## 参加作品

### テレビアニメ
1984年
- 北斗の拳（1984年 - 1987年、原画）

1985年
- 戦え!超ロボット生命体トランスフォーマー（1985年 - 1986年、原画）

1986年
- 地上最強のエキスパートチーム G.I.ジョー（原画）

1987年
- 北斗の拳2（ - 1988年、作画監督）

1988年
- 魁!!男塾（作画監督）
- ひみつのアッコちゃん（第2作：1988年 - 1989年、作画監督）

1991年
- キン肉マン キン肉星王位争奪編（1991年 - 1992年、作画監督）

1998年
- 熱沙の覇王ガンダーラ（キャラクター原案、キャラクターデザイン）

2000年
- タイムボカン2000 怪盗きらめきマン（OP原画）
- 遊☆戯☆王デュエルモンスターズ（2000年 - 2004年、作画監督、原画）

2001年
- カスミン（原画）
- パチスロ貴族 銀（キャラクターデザイン）

2003年
- THE ビッグオー second season（作画監督）
- 鋼の錬金術師（原画）

2004年
- 十兵衛ちゃん2 -シベリア柳生の逆襲-（原画）
- 妄想代理人（第9話作画監督）

2005年
- ガイキング LEGEND OF DAIKU-MARYU（2005年 - 2006年、イラスト、原画）
- こてんこてんこ（2005年 - 2006年、キャラクターデザイン、総作画監督）

2008年
- Yes!プリキュア5GoGo!（2008年 - 2009年、原画）
- ヤッターマン（原画）
- とある魔術の禁書目録（OP1原画）
- キャシャーン Sins（作画監督、原画）

2010年
- 鋼の錬金術師 FULLMETAL ALCHEMIST（原画）
- STAR DRIVER 輝きのタクト（2010年 - 2011年、作画監督）

2011年
- 夢喰いメリー（OP原画、原画）
- ウルヴァリン（ED原画）
- X-MEN（作画監督、OP原画）
- トリコ（OP原画）
- 神のみぞ知るセカイII（原画）
- ぬらりひょんの孫 千年魔京（原画）
- 魔乳秘剣帖（OP作画、原画）
- THE IDOLM@STER（原画）
- 輪るピングドラム（原画）

2012年
- 謎の彼女X（作画監督）
- 機動戦士ガンダムAGE（原画）
- 新世界より（作画監督、原画）

2013年
- ガンダムビルドファイターズ（原画）
- 君のいる町（総作画監督、作画監督、OP作画監督、OP原画、原画）
- ガンダムビルドファイターズ（OP原画、原画）
- ドキドキ!プリキュア（ - 2014年、原画）

2014年
- はじめの一歩 Rising（原画）
- 彼女がフラグをおられたら（OP原画）
- ブレイドアンドソウル（作画監督）

2016年
- タイガーマスクW（アクション作画監督）
- ドリフターズ（作画監督）
- CHEATING CRAFT（ゲスト試験官デザイン）

2018年
- ゴールデンカムイ（2018年 - 2020年、メインアニメーター、作画監督）

2020年
- pet（キャラクター設計）
- 織田シナモン信長（総作画監督）
- DRAGON QUEST -ダイの大冒険-（2020年 - 2022年、第73話・第98話原画）

2023年
- HIGH CARD（アクション作画監督、キーアニメーター）

2024年
- キン肉マン 完璧超人始祖編（作画監督、作画監督補佐、原画、レイアウト・アクション監修）

### 劇場アニメ
1985年
- オーディーン 光子帆船スターライト（動画）

1989年
- ひみつのアッコちゃん 海だ! おばけだ!! 夏祭り（原画）

1997年
- ゲゲゲの鬼太郎 おばけナイター（原画）

2002年
- キン肉マンII世 マッスル人参争奪! 超人大戦争（原画）
- 劇場版ポケットモンスター 水の都の護神 ラティアスとラティオス（原画）

2003年
- 映画 犬夜叉 天下覇道の剣（作画監督）

2004年
- 聖闘士星矢 天界編 序奏〜overture〜（原画）

2007年
- ジョジョの奇妙な冒険 ファントムブラッド（監督、キャラクターデザイン、総作画監督）

2009年
- 劇場版ポケットモンスター ダイヤモンド&パール アルセウス 超克の時空へ（原画）

2011年
- 映画ドラえもん 新・のび太と鉄人兵団 〜はばたけ 天使たち〜（原画）

2013年
- 映画 プリキュアオールスターズNewStage2 こころのともだち（原画）

2016年
- 遊☆戯☆王 THE DARK SIDE OF DIMENSIONS（原画）

2017年
- 劇場版 はいからさんが通る 前編 〜紅緒、花の17歳〜（作画監督）

2022年
- ONE PIECE FILM RED（作画監督、原画）

2023年
- 映画 プリキュアオールスターズF（原画）

### OVA
1986年
- 戦え!超ロボット生命体トランスフォーマー スクランブルシティ発動編（原画）

1990年
- Crying フリーマン（原画）
- BE-BOP-HIGHSCHOOL（1990年 - 1998年、キャラクターデザイン、作画監督）

1993年
- ジョジョの奇妙な冒険（1993年 - 1994年、作画監督）

1999年
- るろうに剣心 -明治剣客浪漫譚- 追憶編（原画）

2000年
- OVA・超人ロック〜ミラーリング〜（キャラクターデザイン）
- ジョジョの奇妙な冒険 ADVENTURE（2000年 - 2002年、作画監督、総作画監督）

2003年
- 聖闘士星矢 冥王ハーデス編（作画監督）
- マジンカイザー 死闘!暗黒大将軍（原画）

2008年
- 真救世主伝説 北斗の拳 トキ伝（キャラクターデザイン、総作画監督）

2010年
- 今日、恋をはじめます（キャラクターデザイン、作画監督）
- ボトムズファインダー（キャラクターデザイン、作画監督）

2013年
- アークIX（キャラクターデザイン、作画監督、原画）

### ゲーム
- バトルヒート（1994年、キャラクターデザイン）
- BASTARD!! -虚ろなる神々の器-（1996年、キャラクターデザイン）
- 北斗の拳 世紀末救世主伝説（2000年、メインビジュアル）

### 書籍
- アニメキャラクターの作画&デザインテクニック（2014年、玄光社）、ISBN 978-4-7683-0545-4